# District de Monbetsu
Le district de Monbetsu (紋別郡, Monbetsu-gun) est un district situé dans la sous-préfecture d'Okhotsk, au Japon.

## Géographie

### Démographie
Au 31 mars 2015, la population du district de Monbetsu s'élevait à 43 368 habitants répartis sur une superficie de 3 912,6 km2.

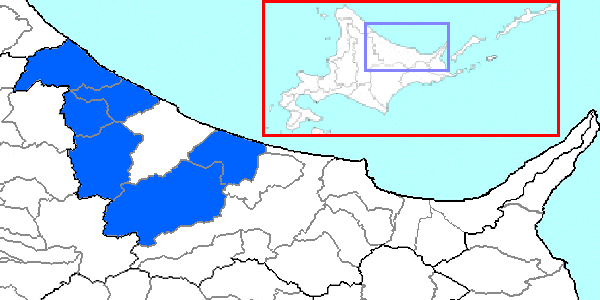
District d'Abashiri dans la sous-préfecture d'Okhotsk.

### Divisions administratives

#### Bourgs
- Engaru
- Okoppe
- Ōmu
- Takinoue
- Yūbetsu

#### Village
- Nishiokoppe